# Còn thương rau đắng mọc sau hè
"Còn thương rau đắng mọc sau hè" là một ca khúc của nhạc sĩ Bắc Sơn. Đây là một trong những sáng tác gắn liền với sự nghiệp của Bắc Sơn và được Hương Lan thể hiện thành công.

## Hoàn cảnh sáng tác
Theo lời kể của nhạc sĩ Bắc Sơn, ca khúc được ông sáng tác dựa trên bài thơ "Rau đất đắng" của thi sĩ Nguyệt Lãng, để làm nhạc nền cho vở kịch truyền hình "Bếp lửa ấm", phát trên Đài Truyền hình Sài Gòn năm 1974 và được Hoàng Oanh thu âm lần đầu tiên. Thời điểm đó, ông viết loạt kịch truyện phát trên truyền hình nhằm mục đích vận động tinh thần dân tộc. Ca khúc mang âm hưởng dân ca Nam bộ, nội dung kể về hai chị em ruột ngồi nhổ tóc cho nhau để nhớ về kỷ niệm yêu thương một thời đã xa. Ông sáng tác bài "Còn thương rau đắng mọc sau hè" theo một cảm xúc tự nhiên và theo Bắc Sơn thì đây không phải bản nhạc ông tâm đắc nhất.

## Ca sĩ thể hiện
"Còn thương rau đắng mọc sau hè" được Hoàng Oanh thể hiện lần đầu tiên để lồng vào vở kịch truyền hình "Bếp lửa ấm", phát sóng trên Đài Truyền hình Sài Gòn tháng 11 năm 1974. Thời điểm đó, ca khúc chưa thật sự gây được chú ý mà phải đến những năm 1980 được Hương Lan thu thanh và ghi hình khi đang ở Pháp thì ca khúc trở nên được yêu thích và đưa tên tuổi Hương Lan phổ biến khắp cộng đồng người Việt hải ngoại. Mặc dù thể hiện nhiều lần và thành công nhưng Hương Lan chia sẻ cô chưa từng biết gì về rau đắng.
Ca khúc còn được một số nghệ sĩ thể hiện như Bích Phượng, Phi Nhung, Như Quỳnh, Phương Mỹ Chi, Quốc Đại và Thùy Trang, Trọng Hiếu và Hồ Văn Cường song ca. Nghệ sĩ ưu tú Ngọc Huyền cũng đã viết lời vọng cổ cho ca khúc này. Đầu năm 2021, Bích Thủy là người con thứ chín của nhạc sĩ Bắc Sơn ra mắt MV "Còn thương rau đắng mọc sau hè" theo phong cách mộc mạc, đồng quê nhằm tưởng nhớ 16 năm ngày mất của ông.
Trong bài hát có ca từ bị nhầm lẫn là "coi khói" thường được các ca sĩ hát là "coi cỏi". Trong tập sách "Còn thương rau đắng mọc sau hè" (NXB Đồng Nai, 2003), in ca từ của nhạc sĩ Bắc Sơn thì có câu: "Coi khói đất đồng để ngậm ngùi chim nhớ lá rừng".

## Cấp phép
Năm 2017, ca khúc được Cục Nghệ thuật biểu diễn chính thức cấp phép phổ biến sau hơn 40 năm ca khúc được sáng tác.

### Đánh giá
Theo báo Nông nghiệp Việt Nam, sau sự kiện 30 tháng 4 ca khúc vẫn được hát khắp nơi, và được xem như một trong những bài hát mang âm hưởng dân ca Nam bộ quen thuộc nhất. Còn theo báo Dân Trí, thì cho rằng lời ca khúc "đã in sâu vào tiềm thức khán giả nhiều thế hệ".